# هانس زاکس
هانس زاکس (به آلمانی: Hans Sachs) خواننده، شاعر، نمایش‌نامه‌نویس و کفاش اهل آلمان بود. وی متولد ۵ نوامبر ۱۴۹۴ در شهر نورنبرگ آلمان است و در ۱۹ ژانویه ۱۵۷۶ میلادی درگذشت. او بیش از ۶٫۰۰۰ قطعه و اثر نوشته‌است.

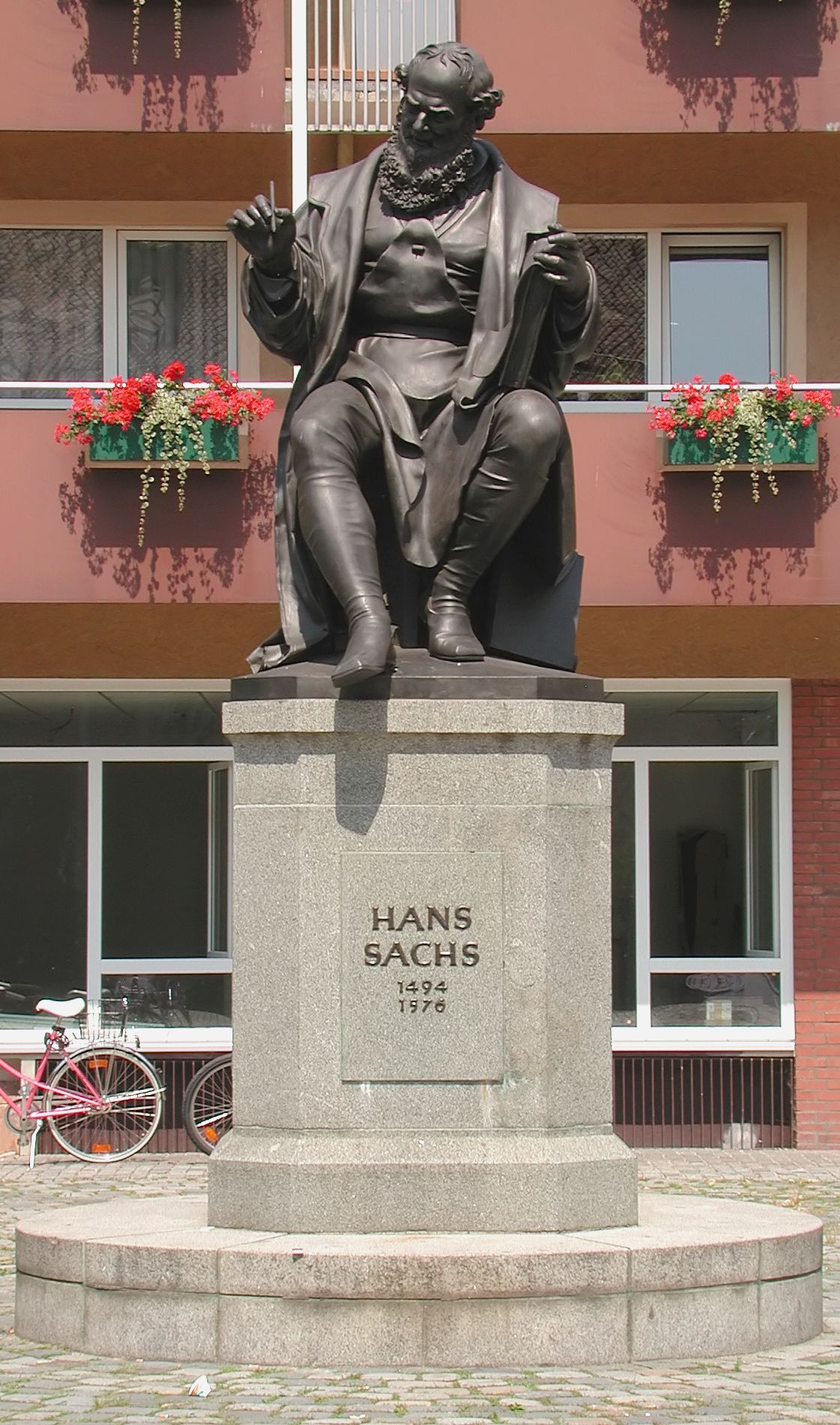
مجسمهٔ هانس زاکس در شهر نورنبرگ